# Audrey Descouts
Audrey Descouts (28 de julio de 1980) es una deportista francesa que compitió en esgrima, especialista en la modalidad de espada.
Ganó una medalla de oro en el Campeonato Mundial de Esgrima de 2007 y una medalla de bronce en el Campeonato Europeo de Esgrima de 2007, ambas en la prueba por equipos.

## Palmarés internacional
| Campeonato Mundial | Campeonato Mundial      | Campeonato Mundial | Campeonato Mundial |
| Año                | Lugar                   | Medalla            | Prueba             |
| ------------------ | ----------------------- | ------------------ | ------------------ |
| 2007               | San Petersburgo (Rusia) | Medalla de oro     | Espada por equipos |
| Campeonato Europeo |                         |                    |                    |
| Año                | Lugar                   | Medalla            | Prueba             |
| 2007               | Gante (Bélgica)         | Medalla de bronce  | Espada por equipos |